# شرکت ملی نفت کنگو
شرکت ملی نفت کنگو (انگلیسی: Société Nationale des Pétroles du Congo) شرکت دولتی نفت و گاز کنگو است، که در سال ۱۹۹۸ تأسیس شد.